# Ambrosius Jung (junior)

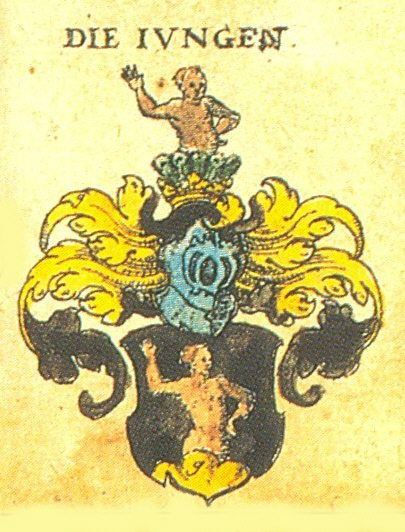
Herb Ambrosiusa Junga juniora

Ambrosius Jung (junior) (ur. 1510 zm. 28 sierpnia 1559) zwany augsburskim paternae erudinionis – niemiecki uczony, humanista, lekarz, doktor nauk medycznych, wykładowca, patrycjusz i szlachcic, edytor medycznych dzieł swojego ojca.

## Życiorys
Urodził się w augsburskim rodzie medyków, wykładowców i patrycjuszy. Jego dziadkiem był Johann Hans Jung, ojcem Ambrosius Jung (senior), wujem Ulrich Jung, bratem Timotheus Jung (1523-1560), doktor prawa, sędzia i dyplomata, cesarski, osobisty doradca Maksymiliana II (1564-1576).
Studiował we Włoszech, gdzie otrzymał doktorat z nauk medycznych oraz sztuk wyzwolonych. W 1538 został przyjęty do augsburskiego patrycjatu, od 1549 był lekarzem miejskim w Landsberg am Lech, następnie w Augsburgu.
Ożenił się 5 lutego 1543 z Reginą Koller, z którą miał troje dzieci. Jego najstarsza córka Regina wyszła za mąż za Leonarda Rauwolfa, natomiast najmłodszy syn Nathanel działał w memmingenskim patrycjacie, w 1569 ożenił się z Margareth Ehinger von Gottenau.
Ambrosius Jung (junior) był konsultantem medycznym w augsburskim kolegium lekarzy, który w XVI wieku stanowił elitę intelektualną południowych Niemiec. W Collegium Medicum wykładał medycynę. Otrzymał również stypendium naukowe od powszechnego senatu w postaci osiemdziesięciu sztuk złota, następnie powierzono mu funkcję Landspergama.
Część jego bogatej biblioteki z dziełami medycznymi wzbogaciła zbiory kolegium medycznego.
Wraz z bratem i ojcem prowadził badania nad chorobami zakaźnymi stając się jednym z bardziej cenionych lekarzy. W jego domu spotykał się miejscowy patrycjat oraz środowisko naukowe miasta.
W 1563 (cztery lata po jego śmierci), dzięki utworzonemu przez niego wcześniej funduszowi nastąpiło wznowienie dzieł jego ojca, m.in.: Ain nutzliche trostliche und kurtze Underrichtung, wie man sich in disen schwären leüffen der Pestilenz halten solle w augsburskiej drukarni Valentina Ottmara.